# Обрадович, Марко
Марко Обрадович (серб. Марко Обрадовић; род. 30 июня 1991, Белград) — сербский и черногорский футболист, нападающий.

## Карьера

### Клубная
В юности занимался в футбольных школах сербских «Земуна» и «Партизана». Футбольную карьеру начал в 2009 году в бельгийском клубе «Эйпен». Дебют состоялся в сезоне 2009/10 в матче 1 тура против «Турнаи». По итогам сезона Марко провёл 29 матчей (во всех турнирах) и забил 9 мячей тем самым помог «Эйпену» выйти в высшую лигу Бельгии. Сезон 2010/11 Марко всё чаще появлялся на поле со скамейки запасных и провёл 25 матчей где забил 4 гола. Летом 2011 года было объявлено об расторжении контракта.
1 августа 2011 года Марко подписал контракт на 1 сезон с РФК «Серен» из низшей лиги Бельгии.
Зимой 2013 подписал контракт с боснийским клубом «Радник» (Биелина). Дебют состоялся в матче 17 тура против «Леотара». За полгода провёл 17 матчей и забил 3 гола. Всего же за боснийский клуб Марко провёл 129 матчей, забил 48 мячей во всех турнирах.
Летом 2017 года стал игроком казахстанского клуба «Актобе». Дебютировал за новый клуб в матче против «Окжетпеса». Марко вышел на последние 14 минут и отметился голевым пасом, а его команда победила со счётом 3:0. За эти полгода Марко провёл 14 матчей и забил 2 гола.
В феврале 2018 года перешёл в «Енисей» (Красноярск). В первых двух матчах за свою новую команду в ФНЛ оформил по дублю (в ворота «Авангарда» и «Зенита-2»). Сыграл до конца сезона 10 матчей, забил 7 голов и помог клубу впервые выйти в Премьер-лигу c третьего места. Открыл счёт в выездном переходном матче с «Анжи» (3:4) после победы дома (3:0). Но в Премьер-лиге клуб закончил первый круг на последнем месте и тренер Дмитрий Аленичев в паузе чемпионата решил избавиться от пяти игроков, в том числе и от Обрадовича.
В январе 2019 года подписал контракт с белорусским клубом «Торпедо-БелАЗ». Дебют состоялся в матче 1 тура против «Динамо-Брест», а первый гол забил уже во втором туре против «Славии-Мозырь».

### В сборной
Дважды сыграл за молодёжную сборную Черногории до 19 лет.